# انسرودا
انسرودا (به لاتین: Enseruda) یک منطقهٔ مسکونی در روسیه است که در داغستان واقع شده‌است.